# Estádio do Morumbi
Estádio Cícero Pompeu de Toledo (Estádio do Morumbi lub Morumbi) – stadion piłkarski w São Paulo (Brazylia), na którym swoje mecze rozgrywa klub São Paulo FC. Stadion położony jest w dzielnicy Morumbi. Stadion zaprojektowany przez João Batista Vilanova Artigasa.

## Historia
- 1952 – prezes klubu São Paulo FC Cícero Pompeu de Toledo, poprosił burmistrza miasta Armando de Arruda Pereire o tereny na budowę stadionu w dzielnicy Ibirapuera. Mimo odmowy przekazał klubowi tereny w dzielnicy Morumbi.
- 15 czerwca 1952 – rozpoczęto budowa stadionu
- 2 października 1960 – inauguracja
- 2 marca 1969 – po meczu pomiędzy São Paulo FC i Corinthians Paulista, w okolicę stadionu uderzył piorun, co spowodowało panikę, w wyniku której jedna ze ścian zawaliła się, powodując śmierć 40-letniego fana Corinthians Paulista, João Benedettiego.
- 1970 – zakończono budowę stadionu, a pojemność stadionu wzrosła do 140 000 miejsc
- 9 października 1977 – została ustanowiona rekordowa frekwencja
- 1994–2000 – gruntowna naprawa stadionu, która usunęła kilka problemów. Zainstalowano nowe oświetlenie i zredukowano pojemność stadionu do 80 000 miejsc.